# ビャラ (ヴァルナ州)

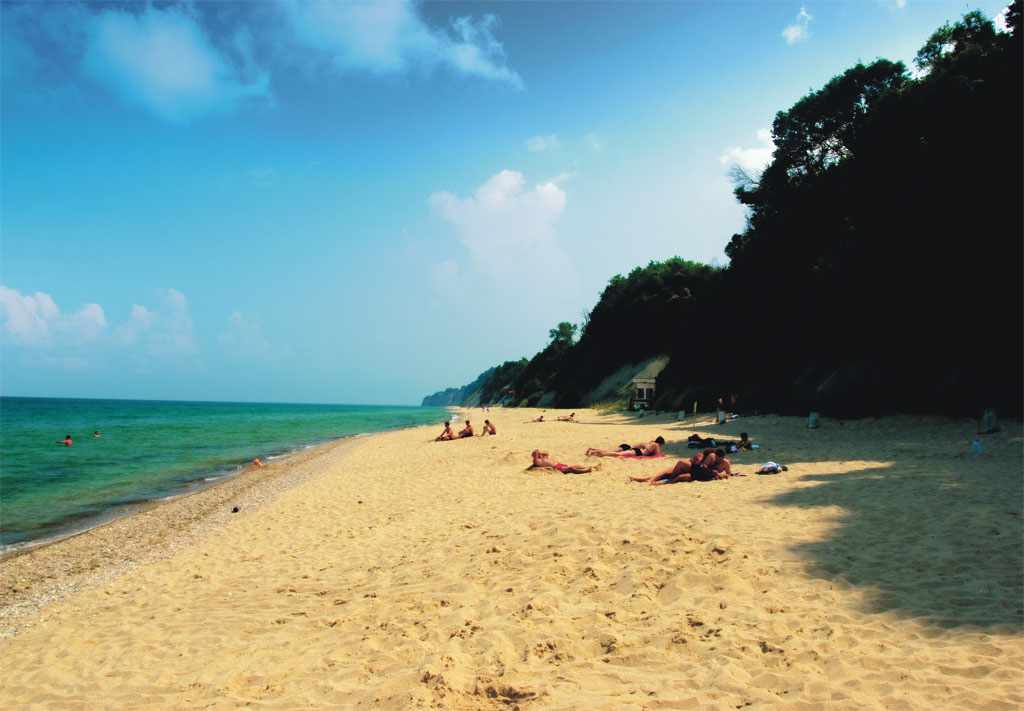
ビャラのビーチのひとつ

ビャラ（Byala (ブルガリア語: Бяла [ˈbʲałɐ] ギリシア語: Άσπρος)、トルコ語ではアクデレ Akdere）は、ブルガリア北東部の町、およびそれを中心とした基礎自治体。ヴァルナ州に属する。

## 町村
ビャラ基礎自治体（Община Бяла）には、その中心であるアヴレンをはじめ、以下の町村（集落）が存在している。
- Бяла（Byala）
- Горица（Goritza）
- Господиново（Gospodinovo）

- Дюлино（Dyulino）
- Попович（Popovich）
- Самотино（Samotino）

## 概要
ビャラとは「白」を意味するブルガリア語であり、黒海沿いの海岸リゾート地である。ヴァルナから50キロメートルほど南、ブルガスからは70キロメートルほど北の場所に位置し、バルカン山脈の東端にあたる中山間部にあり、黒海に面した海岸に程近い。

## 歴史
この地方で確認できる最古の人の居住は、アタナシオス岬（聖アタナス岬）の付近で、現在の町の南にあたる場所であり、紀元前6世紀のことであった。ギリシャ語での名称はアスプロス（Aspros、白）であった。古代ローマの時代には街道の停泊所「Templum Iovis」（ユピテル神殿）が設置され、近くには要塞が設けられた。この地域は681年に第一次ブルガリア帝国の支配下となった。ブルガリアの要塞「ヴィチャ」（Vicha）が町の北のベリ・ノス岬の近くに設置された。
オスマン帝国時代（14世紀から1878年まで）には、町はアクデレ（Akdere、白い入り江）と呼ばれ、現在の町の位置となった。町は後にブルガリア語でビャラと改称された。ブルガリア独立後、ブルガリア南部はオスマン帝国領に復し東ルメリ自治州となったため、ブルガリア公国と東ルメリ自治州の間の関税局が設置された。20世紀初頭まで、町の人口の多数を占めていたのはギリシャ人であったが、ブルガリアとギリシャの間で第一次世界大戦後に定められた住民交換によってギリシャ人は町を追われ、他方でギリシャ領マケドニアのアティラ（Athira、ブルガリア語ではボゼツ Bozets）からブルガリア人が移り住んだ。町の人口のおよそ75%はマケドニアのブルガリア人に起源を持っている。ビャラは1984年9月5日に町となった。

## 経済
ビャラの経済のほとんどは観光、およびブドウ栽培などの農業に依存している。町には数々のホテルやキャンプ地、ビーチがある。町は更に、外国人観光客らを対象とした村観光の開発に力を入れている。

## 自然
郊外の自然造形にはカラデレ（Кара дере / Kara dere）の名で知られる砂丘の見られる天然のビーチや、K-T境界の見られる崖ヴェリキ・スカリ（Белите скали / Belite skali、白い崖）などがある。

## 開発
他の観光地と比べると、ビャラの開発はまだ途上にある。地元当局は幾らかの環境・観光プロジェクトに協力している。ビャラの港は現在は再開発中であり、ヨット・マリーナとなる予定である。町には新しい住宅地も建設中であり、主に外国（オランダやデンマークなど）の投資家や観光客からの強い関心をひきつけている
2007年12月、ビャラの北3キロメートルのところにあるカラデレのビーチでの新たなカーボンニュートラルのリゾート計画が発表された。これはノーマン・フォスターのブルガリアでの最初のプロジェクトである。オーク林、草原、川の渓谷に囲まれ、自動車が進入できない丘の町「Black Sea Gardens」によって、年間を通して15400人が居住・滞在できるコミュニティが形成される予定となっている。